# Poderoso Hércules
Poderoso Hércules (inglés: The Mighty Hercules) es una serie de dibujos animados canadiense de 1963 que cuenta con 3 temporadas.
Se basa parcialmente en la figura de Hércules, héroe de las mitologías griega y romana.

## Argumento
En el primer episodio, Hércules derrota a su amigo Teseo en una competición de lucha y carrera a pie hecha en el monte Olimpo. En recompensa, Zeus le concede a Hércules cualquier deseo suyo. Hércules pide ir a la Tierra para pelear contra el mal y la injusticia. Zeus le recuerda a Hércules que si va a la Tierra, perderá su fuerza extraordinaria y se convertirá en un simple mortal. Para evitar esto, Zeus crea un anillo que le permite a Hércules conservar su fuerza. Hércules debe usarlo cada vez que se encuentre la Tierra.

## Personajes
- Hércules: personaje principal de la serie. Cuando baja a la Tierra desde el monte Olimpo, pierde su poder. Por ello, porta consigo un anillo mágico con la letra H grabada. Al ponerse el anillo y levantar el puño, el anillo es golpeado por relámpagos y Hércules recobra su gran fuerza. En episodios posteriores usa otras armas como una espada, arco y flechas y un escudo (con la letra H grabada). En ocasiones es ayudado por el caballo alado Pegaso.

- Zeus: rey de los dioses y padre de Hércules.

- Newton: es un niño centauro amigo de Hércules. Tiene la tendencia de repetir dos veces las palabras que dice. Tiempo después, Hércules le da un cinturón con una piedra lunar puesta en él. La piedra emite un rayo de luz que sirve para llamar a Hércules cuando Newton lo necesita. Su frase más famosa: "¡Soy yo, soy yo!".

- Tewt: es un niño fauno amigo de Hércules y Newton. Es mudo. Se comunica al soplar una flauta de pan.

- Helena: es una joven enamorada de Hércules.

- Príncipe Dorian: es un joven príncipe del reino de Caledonia. Es amigo de Hércules. Posteriormente se convierte en el rey Dorian.

- Dédalus: es un mago enemigo de Hércules. Tiene como mascota a un gato llamado Dido.

- Wilhemine: es una bruja marina enemiga de Hércules. Tiene como mascota a un ave llamado Elvira.

- La máscara de Vulcano: otro enemigo de Hércules. Lleva cubierta su cabeza con un casco de hierro llamado máscara de Vulcano que le otorga gran fuerza física.

Algunos villanos menores de la serie son sacados de la mitología griega; como por ejemplo la hidra de Lerna, el león de Nemea y el jabalí de Erimanto.

## Voces
Fuentes.
| Personaje   | Actor de voz original | Actor de doblaje Puerto Rico |
| ----------- | --------------------- | ---------------------------- |
| Hércules    | Jimmy Tapp            | Manuel Alfonso Rodríguez     |
| Newton      | Gerry Bascombe        | n.d.                         |
| Helena      | Helene Nickerson      | n.d.                         |
| Dédalus     | Jack Mercer           | Félix Antelo                 |
| Presentador | n.d.                  | Orlando Rodríguez            |

## Producción
La serie fue producida por Adventure Cartoon Productions y Trans-Lux. Trans-Lux distribuyó la serie por medio de la sindicación. La primera emisión fue el 1 de septiembre de 1963 en diversos canales de televisión. La última el 1 de mayo de 1966.